# Nordstadens Kinematograf
Nordstadens Kinematograf, biograf på Torggatan 19 i Göteborg, som öppnade 26 november 1904 och stängde 1905 eller 1906. Huset revs 1906 och i den nya byggnaden öppnade en biograf med namnet Nordstadens Kinematograf, som så småningom bytte namn till Biograph-Teatern. Allt är väldigt förvirrande kring dessa två biografer. Det är till och med möjligt att den första Nordstadens Kinematograf kan ha hetat Apollo.

 År 1913 bytte biografen namn till Star.